# Aigáni
Aigáni är en ort i Grekland.   Den ligger i prefekturen Nomós Larísis och regionen Thessalien, i den centrala delen av landet, 240 km norr om huvudstaden Aten. Aigáni ligger 182 meter över havet och antalet invånare är 694.
Terrängen runt Aigáni är varierad. Havet är nära Aigáni åt nordost. Runt Aigáni är det ganska glesbefolkat, med 28 invånare per kvadratkilometer. Närmaste större samhälle är Leptokaryá, 12,7 km norr om Aigáni. I omgivningarna runt Aigáni växer i huvudsak blandskog.